# 强锷
强锷（1926年7月—2013年6月17日），男，回族，宁夏银川人，中华人民共和国政治人物，曾任宁夏回族自治区政协副主席。